# 粵曲
粵曲源自粵劇清唱的表演方式，經過了清朝時期，結合了嶺南一帶的大調、小調、粵謳、龍舟歌、木魚歌、南音，以音樂伴奏，唱說戲文的表演藝術。清道光年間，大八音班在嶺南一帶把粵劇以唱說方式表演。同治年間，粵曲由被稱為「瞽目師娘」或者「瞽姬」的失明女藝人所主導。现代粤曲始于民國初期，「女伶」開始出現，采用广州方言，改假嗓为真嗓，并划分为大喉、平喉、子喉三种唱腔。及後诞生了大批名伶，并造就了粤曲的全盛時期。粵曲與粵劇互相借鑑改進，在1930至1940年代非常流行。

## 沿革

### 大八音班時期
大八音班在清中葉開始流行於嶺南地區。他們所演唱及彈奏的廣府戲班唱本被稱為「班本」。由於戲班供不應求或者表演場地所限，大八音班便應邀唱戲。八音班，當初被稱為「西秦班」，唱腔以皮黄系為主，以8位樂師組成，每位負責一種樂器，有鈸、磬、笛、塤、敔、笙、鼓、琴，而大八音班則有24名成員。八音班擅長鑼鼓吹打，專為婚嫁迎娶、傳統節日提供禮儀性的音樂。八音班外，有藝人一邊演奏一邊演唱整齣粵劇，被稱為「唱八音」（順德人稱唱八音為「唱西秦」），這種表演方式導致了師娘的出現。

### 師娘時期
師瞽，指失明女藝人，也稱瞽姬。早期瞽姬以唱木魚歌，南音，粵謳為多，到晚清時以唱粵曲為主，廣州人稱為“師娘”。師娘有三種類型：一類是色藝較差的，每天傍晚攜帶一件樂器走街過巷，沿途賣唱；一類是色藝中等的，到茶樓酒館，賭館，鴉片煙館賣唱；一類是唱功更好的，應邀到大戶人家或行會演唱，時稱“燈籠局”。
清朝末年，各地的瞽目師娘相繼出現。她們1人分演多個角色。有時候她們自彈自唱，有時候沿街賣唱，甚至應邀登門演唱。當年著名的師娘有月英、漢英、翠燕、馥蘭、群芳、二妹等等。當時廣州有實力，經濟實力更好的年老師娘成立收養、培訓失明姑娘的堂口，教她們樂器及唱曲，邊彈邊唱熟練後，命她們賣唱賺錢。西關清平路的倚蘭堂最為著名，堂主雪姬經驗豐富，民國初年已經80多歲，仍活躍於曲壇，經她調教並唱紅的師娘有潤嬌、潤桃、瑞意、瑞蓮等10多位。清末民初，一些未成年的妓女（琵琶仔）為了脫離妓院，從師娘學習唱曲來謀生。她們慢慢成了粵曲中的女伶。

### 女伶時期
民國初期粵劇開始改革，粵曲也緊隨其後。同時期唱片業的崛起促使聽眾對新腔口與新曲的需求，粵曲也從個人表演變成組合表演。這個時期著名的唱家有熊飛影、小明星、張月兒、徐柳仙、張瓊仙等等。同時期，來自江門的男藝人如鄺新華、丘鶴儔、蛇仔利、陳非儂仍然很受歡迎。1920年代，廣州、佛山、新會、香港等地湧現很多茶樓、茶館、茶室、涼茶店，譬如佛山的芳園茶室、富如樓。這些地方成了她們的表演場地。
1930至1940年代，香港的茶樓競爭激烈，為吸引茶客，茶樓開始在晚上開設歌壇，長期邀請伶人演唱粵曲。後來附設歌壇的茶樓多達30幾家，譬如如意、富隆、平春、添男、大觀、蓮香樓、高陞等等。當年高陞大茶樓曾聘請女伶梁瑛演唱粵曲，並且另聘樂師伴奏。

## 粵曲名伶
- 曾潤心
- 李銀嬌
- 二妹
- 董艷芳
- 任錦霞
- 小明星
- 徐柳仙
- 張惠芳
- 張月兒
- 呂文成
- 梁以忠
- 張琼仙
- 鍾雲山
- 冼劍麗
- 鍾志雄
- 陳鳳仙
- 伍木蘭
- 梁素琴
- 陳彩蘭
- 郭少文
- 曾雲飛
- 江平
- 天涯
- 崔妙芝
- 盧筱萍
- 妙生
- 李寶倫
- 李寶瑩
- 梅欣
- 張小顰
- 江峰
- 朱老丁
- 張瓊仙
- 潘朝碩
- 郭少文
- 周寶玉
- 蔣艷紅
- 梁卓華

## 著名撰曲人
- 黃世仲
- 鄭貫公
- 黃魯逸
- 陳少白
- 蘆葦生
- 吳一嘯
- 王心帆
- 胡文森

## 著名拍和藝人
- 馮維祺
- 鄭集熙
- 王者師
- 蘇漢英
- 劉潤雄
- 蔡惠忠
- 吳少庭
- 陳鑑波
- 呂文成
- 梁以忠
- 黎亨
- 盧軾
- 梁卓華
- 鄭劍峰
- 潘賢達
- 盧家熾
- 高潤鴻

## 著名曲目

### 嶺南八大曲
- 《東坡訪友》或稱《辯才釋妖》
- 《韓信棄楚歸漢》
- 《李忠賣武》與《魯智深出家》
- 《百里奚會妻》
- 《楊六郎罪子》
- 《黛玉葬花》
- 《附薦何文秀》
- 《雪中賢》

### 小生曲
- 《寶玉怨婚》
- 《寶玉哭靈》
- 《西廂待月》
- 《桃花送藥》
- 《金生挑盒》
- 《佛祖母》
- 《私探營房》

### 花旦曲
- 《小青弔影》
- 《黛玉歸天》
- 《貂蟬拜月》
- 《紅娘遞柬》

### 武生曲
- 《岳飛班師》
- 《太白和番》
- 《王允獻貂蟬》
- 《蘇武牧羊》

### 小武曲
- 《周瑜歸天》
- 《五郎救弟》
- 《丁山射雁》
- 《西河會妻》

### 公腳曲
- 《琵琶行》
- 《水浸金山》

### 其他曲目
- 《夜觀星象》
- 《曹福登仙》
- 《淮陰歸漢》
- 《四郎深母》
- 《白帝城托孤》
- 《春娥教子》
- 《夜困曹府》
- 《高平取級》
- 《花園跑馬》
- 《柴房相會》
- 《祭奠項良》
- 《李仙附薦》
- 《打洞結拜》
- 《張巡殺妾饗三軍》
- 《崇禎恨史》
- 《碧血灑經堂》
- 《吳起殺妻》
- 《季札掛劍》

## 常见术语
喉（近代粤曲的唱法）
- 大喉：武生、小武、文武生演唱，C调，多用中、高音区，高亢激昂。
- 平喉：一般男角演唱，C调，中、低音区，比较舒缓。
- 子喉：旦角演唱演唱，C调，中、低音区，比较舒缓。
- 河调：一般男角演唱，C调，中、低音区，比较舒缓。
- 通用唱法：各角色均可演唱，C调，中、低音区，比较舒缓。
- 乙反：各角色均可演唱，C调，中、低音区，比较舒缓。
- 反线：由大喉发展而来，各角色均可演唱，G调。